# Rumänische Bibliothek (Freiburg im Breisgau)

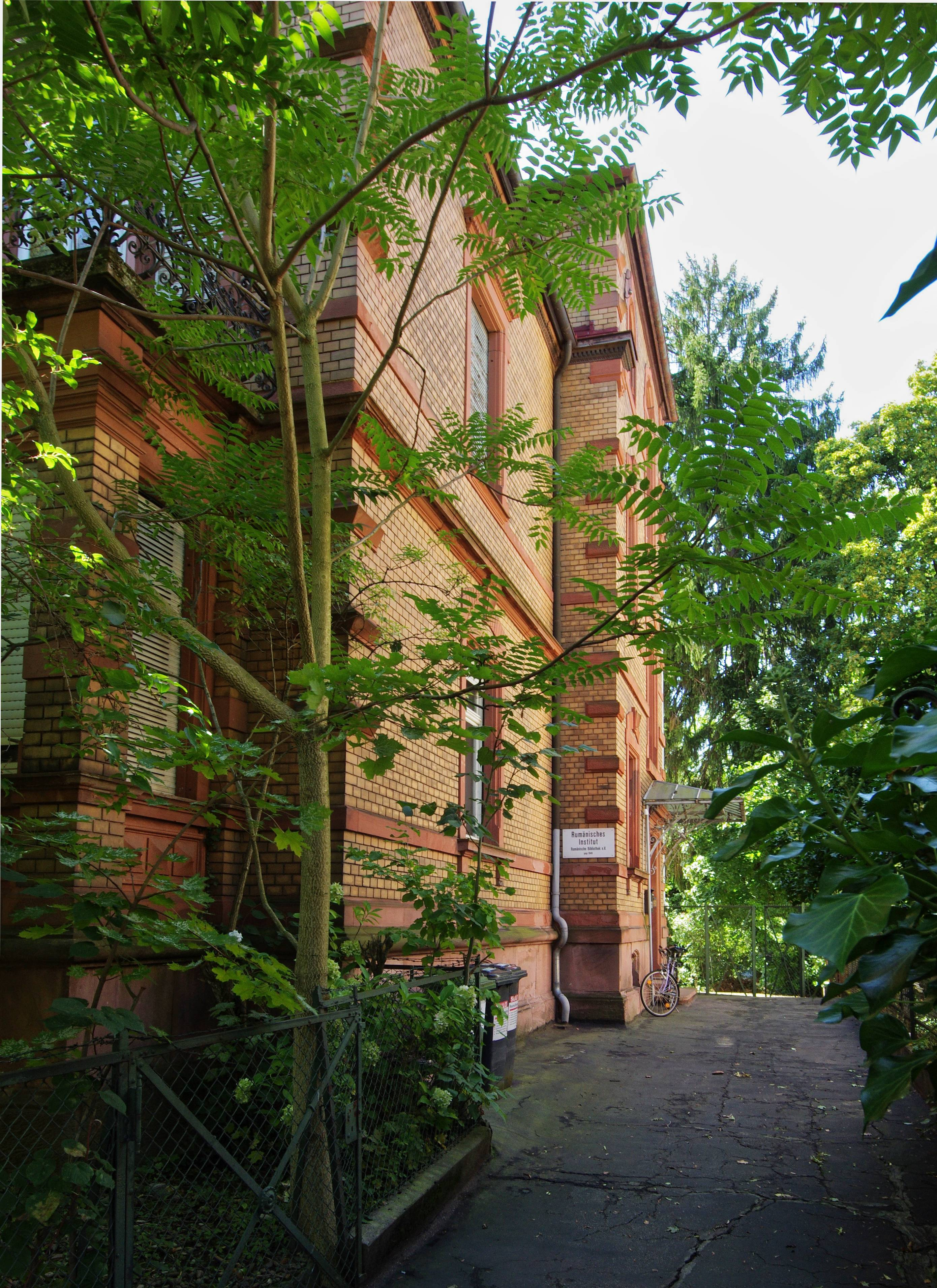
Blick auf den Eingang

Die Rumänische Bibliothek im Freiburger Ortsteil Wiehre ist die größte rumänische Bibliothek im Ausland. Der Bestand umfasst circa 83.000 Bände und 2.500 Periodika, darunter wertvolle Manuskripte, Sonderdrucke und die gesamte rumänische Exilliteratur seit dem Zweiten Weltkrieg. Neben den bibliophilen Sammlungen gibt es auch eine numismatische Sammlung rumänischer Münzen und Medaillen von den Dakern bis zur Gegenwart und weitere rumänische Kulturgüter.

## Geschichte
Die Bibliothek wurde am 1. Mai 1949 von rumänischen Exilanten gegründet. Diese setzten sich zusammen aus denjenigen, die vor dem Regime Ion Antonescu fliehen mussten und denjenigen, die das Land nach der kommunistischen Machtergreifung verlassen hatten. Das Ziel dieser Gruppe war es, die Werke von Nae Ionescu, Emil Cioran, Mircea Eliade und anderer Exil-Rumänen der Allgemeinheit zur Verfügung zu stellen. Nach der Gründung, während der Phase des Kalten Krieges, wuchs die Bibliothek kontinuierlich.
Anfänglich wurden die Bestände, 178 Sammelbände, etliche Bücher 16 Zeitschriften und 12 Doktorarbeiten, in der Wohnung des ersten Direktors Virgil Mihailescu in der Maienstraße gelagert, danach wurden sie in einem angemieteten Haus – welches einem rumänischen Exilprinzen gehörte – in der Mercystraße ausgestellt, bis es 1970 dem Verein gelang, das Haus in der Uhlandstraße zu kaufen und dort die Bibliothek einzurichten.
Durch den guten Ruf als Forschungsinstitut und auf Betreiben von Romanistikprofessoren mehrerer Universitäten, darunter der Universität Freiburg, Universität Hamburg und der Universität München  wurde sie öffentlich gefördert. Der größte Teil der Bestände wurde durch Schenkungen und Nachlässe aufgebaut, bedeutende Schenkungen werden zusammen als Fonds ausgestellt.
Ein Problem war die Angst vor dem rumänischen Geheimdienst, die zu einer Isolierung des Vereins führte. Nachdem man 1986 den Direktor Mihailescu auf einer Mitgliederversammlung abgesetzt hatte – weil seine Wachsamkeit gegenüber dem Geheimdienst nachgelassen haben soll – gingen die Verbindungen zur Freiburger und anderen Universitäten verloren. Die staatliche Fördergelder blieben als Folge davon ebenfalls aus und die Bibliothek wurde nahezu vergessen, was sich auch in der Qualität der Bausubstanz und dem schlechten Zustand der Bestände widerspiegelt.

Da es sich um einen Verein nach deutschem Recht handelt und der Verein zudem Berührungsängste zur rumänischen Regierung hegt, hat die rumänische Regierung keine Möglichkeit von sich aus positiv einzugreifen. Allerdings wurde eine vorsichtige Annäherung an die rumänischen Behörden eingeleitet und Fördermittel für die Erhaltung der Bibliothek beantragt. 
So wurden für die Reparatur der Fenster im Jahr 2015 vom rumänischen Außenministerium 10000 Euro zugesagt.